# لوچانو ارکولی
لوچانو اِرکولی (ایتالیایی: Luciano Ercoli؛ ‏ ۱۹ اکتبر ۱۹۲۹ – ۱۵ مارس ۲۰۱۵) کارگردان فیلم، فیلم‌نامه‌نویس، تهیه‌کننده فیلم و تدوین‌گر اهل ایتالیا بود. وی بین سال‌های ۱۹۵۵ تا ۱۹۷۷ میلادی فعالیت می‌کرد.
از فیلم‌هایی که وی در آن‌ها نقش داشته‌است، می‌توان به تپانچه‌ای برای رینگو، پلیس قاتل و به‌راستی چه بر سر بیبی توتو آمد؟ اشاره نمود.